# Catena Bernina-Scalino
La Catena Bernina-Scalino è un massiccio montuoso delle Alpi Retiche occidentali. Si trova in Italia (Lombardia) ed in Svizzera (Canton Grigioni). Prende il nome dalle due montagne più significative: il Pizzo Bernina ed il Pizzo Scalino. Costituisce la parte orientale delle Alpi del Bernina.

## Collocazione

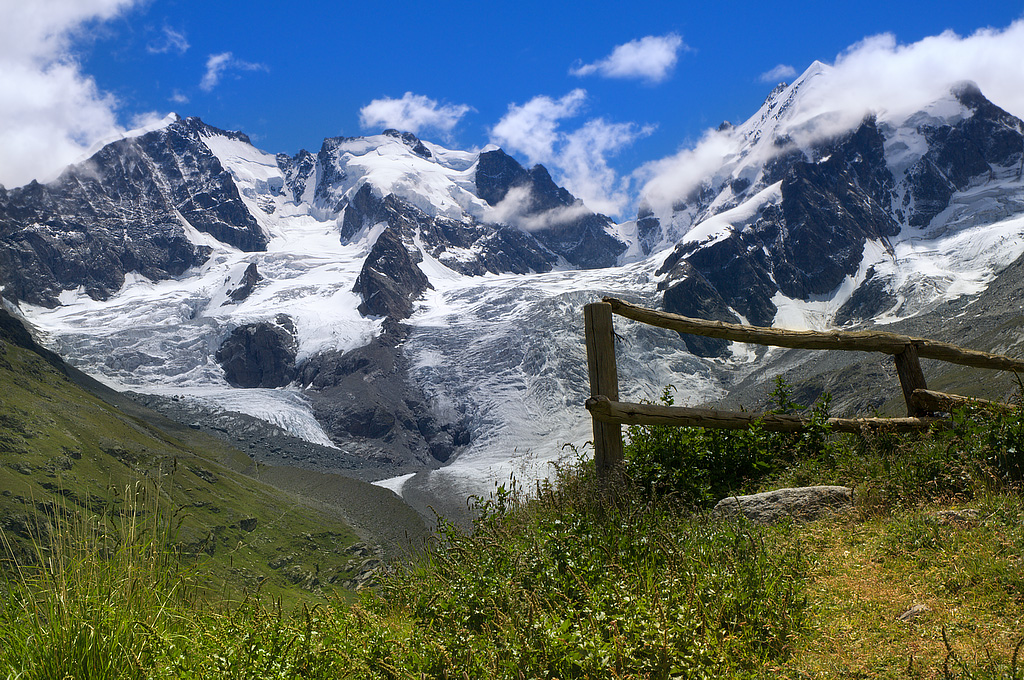
Massiccio del Bernina dal lato svizzero

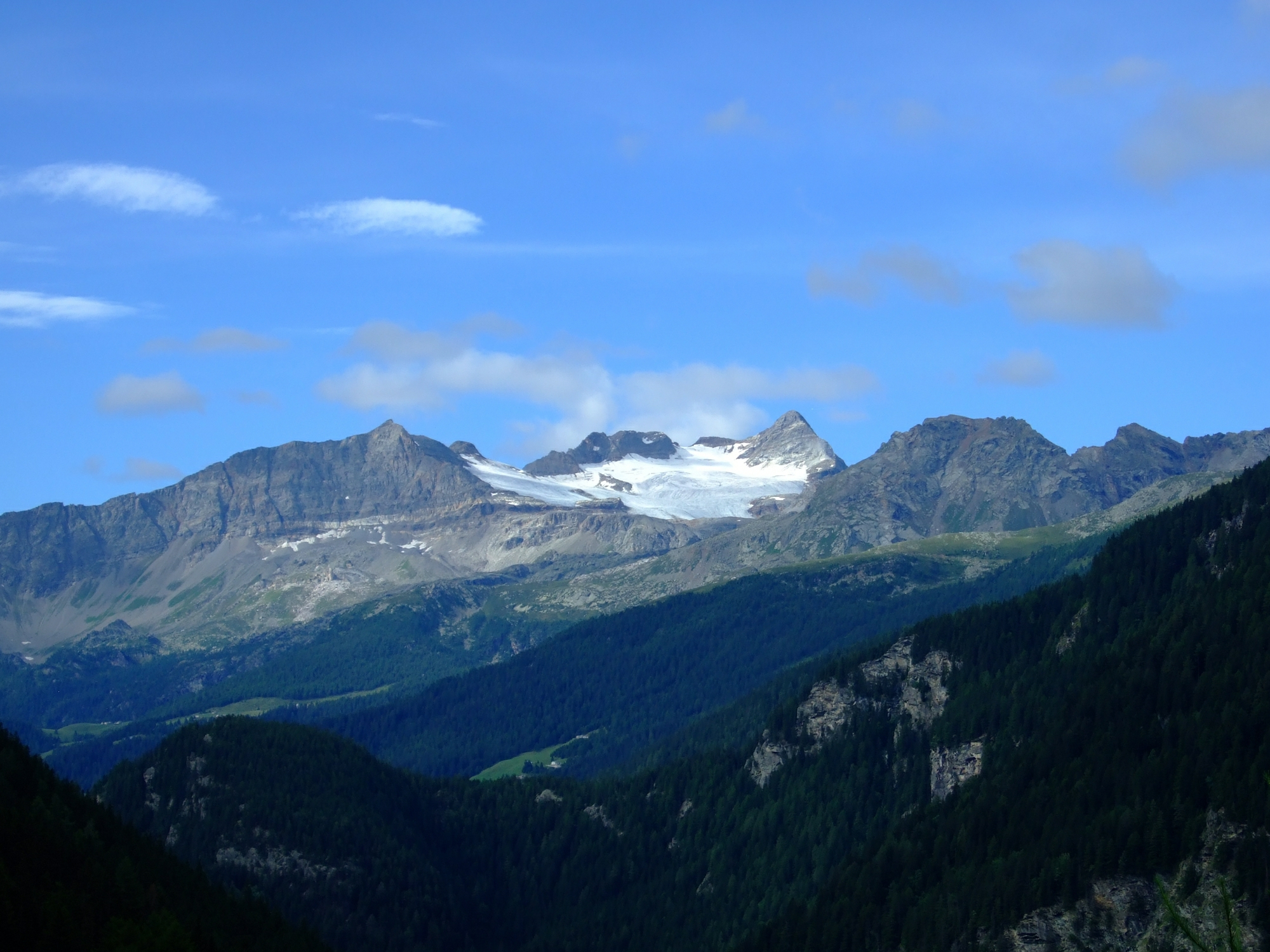
Piz Scalino

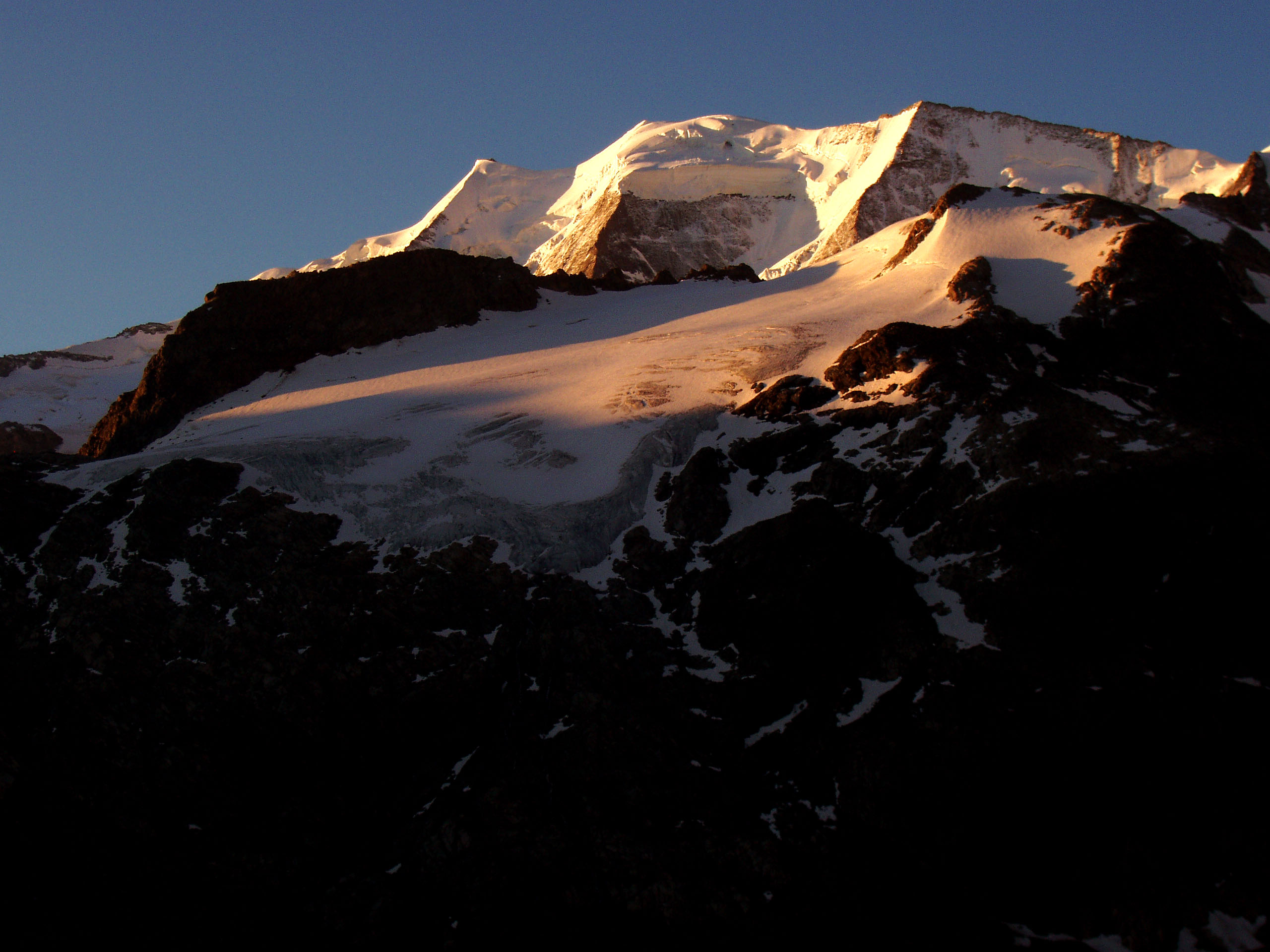
Piz Palü

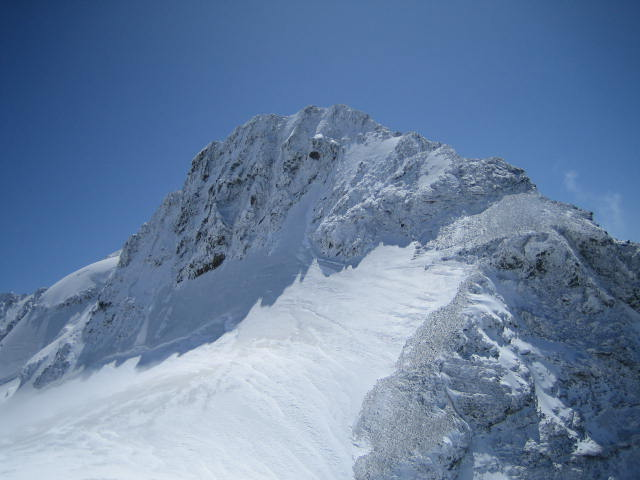
Crast' Agüzza

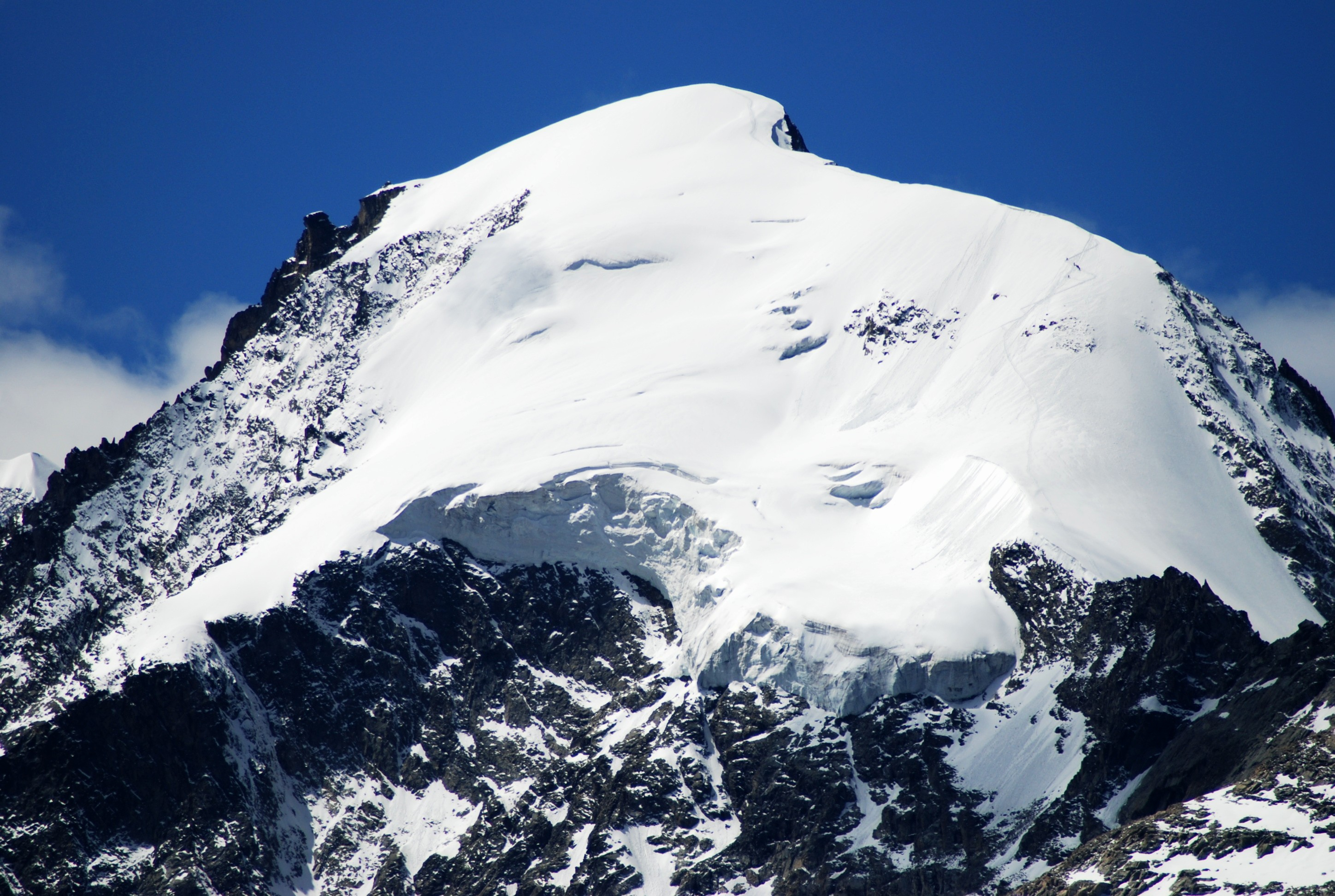
Piz Morteratsch

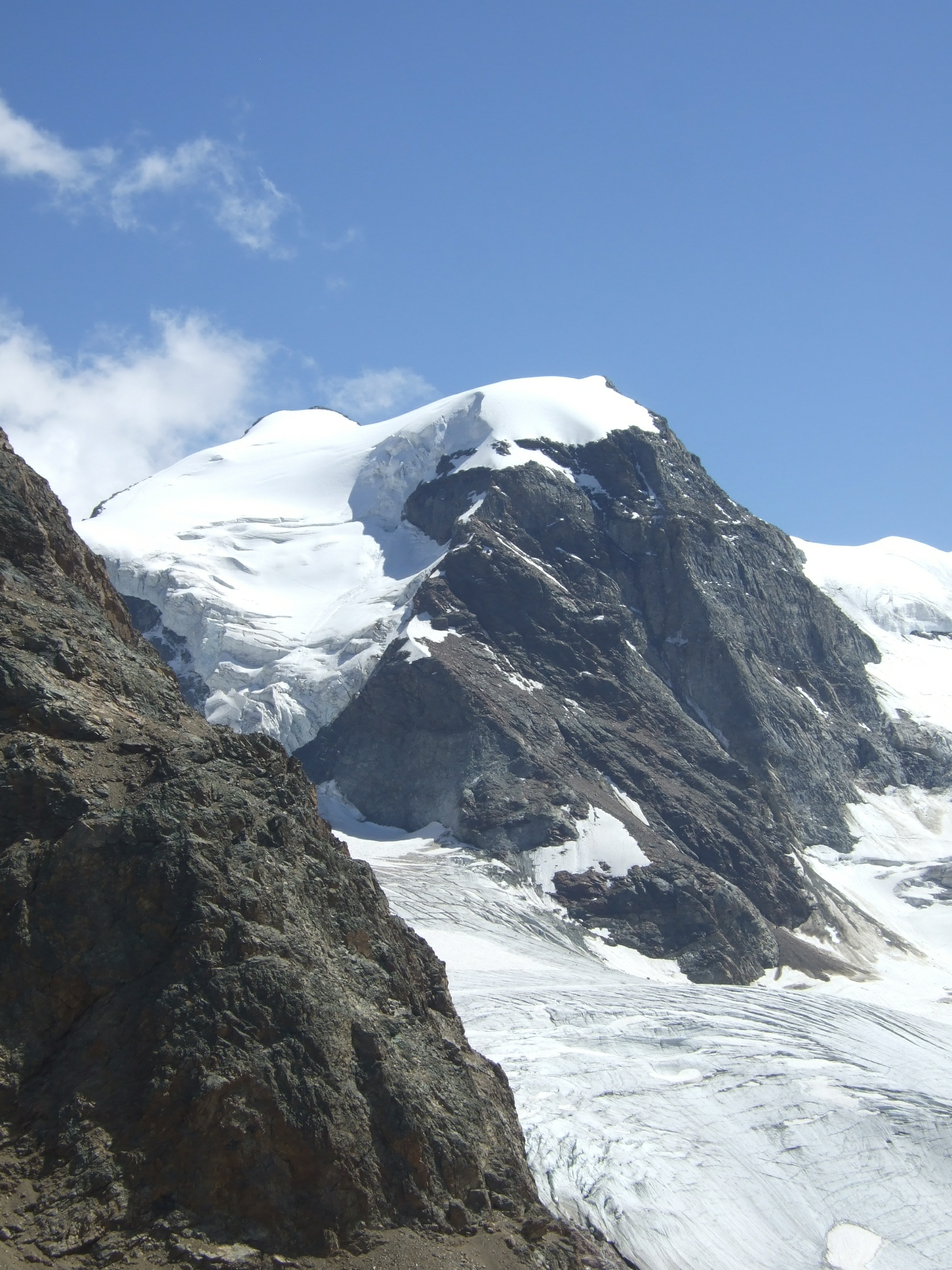
Piz Cambrena

Secondo le definizioni della SOIUSA la Catena Bernina-Scalino ha i seguenti limiti geografici: Passo del Maloja, Engadina, Val Bernina, Passo del Bernina, Val Poschiavo, alta Valtellina, Sondrio, Val Malenco, Passo del Muretto, Passo del Maloja.

## Classificazione
La SOIUSA definisce la Catena Bernina-Scalino come un supergruppo alpino e vi attribuisce la seguente classificazione:
- Grande parte = Alpi Orientali
- Grande settore = Alpi Centro-orientali
- Sezione = Alpi Retiche occidentali
- Sottosezione = Alpi del Bernina
- Supergruppo = Catena Bernina-Scalino
- Codice =  II/A-15.III-A

## Suddivisione
La Catena Bernina-Scalino viene suddivisa in due gruppi e otto sottogruppi:
- Massiccio del Bernina (1)
  - Sottogruppo del Tre Mogge (1.a)
  - Sottogruppo del Gluschaint (1.b)
    - Cresta del Gluschaint (1.b/a)
    - Costiera del Corvatsch (1.b/b)

  - Sottogruppo del Bernina (1.c)
  - Sottogruppo dello Zupò (1.d)
  - Sottogruppo del Piz Palü (1.e)
- Gruppo dello Scalino (2)
  - Sottogruppo Scalino-Canciano (2.a)
  - Sottogruppo Painale-Rognedo (2.b)
  - Sottogruppo Malgina-Combolo (2.c)

Il Massiccio del Bernina raccoglie la parte settentrionale della Catena Bernina-Scalino a nord del Passo Confinale mentre il Gruppo dello Scalino si trova a sud.

## Montagne
Le montagne principali appartenenti alla Catena Bernina-Scalino sono:
- Pizzo Bernina, 4.049 m
- Pizzo Zupò, 3.996 m
- Pizzo Bianco, 3.995 m
- Piz Scerscen, 3.971 m
- Piz Argient, 3.945 m
- Piz Roseg. 3.937 m
- Bellavista, 3.922 m
- Piz Palü, 3.901 m
- Crast' Agüzza, 3.854 m
- Piz Morteratsch, 3.751 m
- Piz Cambrena, 3.603 m
- Piz Glüschaint, 3.594 m
- La Sella, 3.584 m
- Piz Tschierva, 3.546 m
- Piz Varuna, 3.453 m
- Piz Corvatsch, 3.451 m
- Pizzo delle Tre Mogge, 3.441 m
- Pizzo Scalino - 3.323 m
- Punta Painale - 3.246 m
- Vetta di Ron - 3.137 m
- Pizzo Canciano - 3.103 m
- Cime di Rogneda - 2.926 m
- Pizzo Combolo - 2.900 m
- Piz Malgina - 2.877 m
- Monte Spondascia - 2.867 m
- Piz Confinal - 2.812 m
- Corno delle Ruzze - 2.808 m
- Corna Mara - 2.807 m
- Piz Sareggio - 2.779 m
- Ganda Rossa - 2.741 m
- Monte Palino - 2.686 m